# حكايات شعبية مغربية
الحكايات الشعبية المغربية هي عبارة عن حكايات أو قصص، غالبًا ما تُروى شفهيًا للأجيال الناشئة. في المشهد الثقافي المغربي، تعتبر الحكاية الشعبية واحدة من المظاهر المميزة للذاكرة الجماعية والفردية على حد سواء.
يتميز القصص الشعبي المغربي بتنوعه وغناه في مختلف مناطق المغرب، وهو مستوحى من التراث الفلكلوري المغربي. ومن أشهر الحكايات الشعبية التي تناقلها المغاربة جيلا بعد جيل، "عيشة قنديشة" و"بنت الدراز" و"مولات الخبزة" و"وحش الغابة" وغيرها كثير من الحكايات التي ظلت راسخة في ذاكرة مختلف الأجيال.

## تاريخ
يسمي المجتمع التقليدي في المغرب الحكاية الخرافية باللهجة الدارجة "حجّاية وخرّيفة". وتُروى عادة في نطاق الأسرة، في جو شبه طقوسي، عند موقد النار أو تحت الأغطية الصوفية ... حيث إنه في مثل هذه السهرات يتجمع الأولاد حول جدتهم أو أمهم أو أختهم الكبرى، فتروي لهم مغامرات الأبطال الخرافيين."
وأداؤها غير قاصر على النساء، بل قد يؤديها الرجال والشبان أحيانا في تجمعات الأسرة، أو تجمعات أخرى خارج البيت، مع ذلك يظل الرواة الأصليون لهذا النمط هم النساء.
يُلاحظ على المتن الحكائي تشابه الكثير من الحكايات الشعبية في مختلف مناطق المغرب، حيث تُسرد الحكاية الواحدة بطرق مختلفة. فالحكايات الشعبية هي عبارة عن سرود تنتجها أساسا الطبقات الشعبية التي تعيش داخل مجتمعات تقليدية، حيث تستهلكها وتتوارثها وتحافظ عليها.

## الحكايات الشعبية والقيم
لا تهدف الحكايات الشعبية إلى الترفيه فقط، لأن وظيفتها الأساسية ضمان استمرار الجماعة والعلاقات الاجتماعية السائدة، ولن يتحقق ذلك إلا بتمرير القيم والمثل الاجتماعية إلى الناشئة لاجترارها من جديد في حلقات محكمة من التواصل الشفاهي. فالحكاية الشعبية تجسد الصراع الأبدي بين الخير والشر، وتُعين المتلقي على التمييز بينهما بدقة وذلك عن طريق التركيز على مرحلة الجزاء.
وقد سرد الباحث المغربي "محمد فخر الدين" بعض القيم التي تتضمنها الحكايات الشعبية المغربية، وهي كالآتي:
- ضرورة استعمال الحيلة لتأمين المنافع ومواجهة الأخطار.
- عدم احتقار الإنسان لمن هو أضعف منه.
- عدم التفكير في الإساءة إلى الآخرين.
- احترام روابط الدم والقرابة.
- ضرورة إصلاح الإساءة رغم ما تُكلّفه من جهد.
- ضرورة مكافأة الإحسان بالإحسان.
- اجتناب الحسد.
- احترام وصية الأب.
- الاكتفاء بزوجة واحدة.
- احترام العهد.
- اختيار الجيران.
- القناعة والرضى بالقدر.
- اجتناب الطمع.
- سوء تقدير العواقب يؤدي إلى الهلاك.
- التحلي بالشجاعة.
- الحمق يؤدي إلى تضييع كل شيء.
- الخيانة تؤدي إلى الهلاك.
- عدم تصديق المظاهر.
- اقتسام الطعام مع الآخرين.
- ضرورة اتباع حرفة الأب.
- اجتناب التسرع في عقاب الآخرين.
- عدم تصديق الوُشاة.
- الابتعاد عن الغرور.
- اجتناب الظلم.

## حفظ الحكاية الشعبية المغربية
هناك حاجة مُلحّة لتدوين وجمع الحكايات الشعبية المغربية، حيث يُسهم ذلك في صيانة الذاكرة الشعبية المغربية، فالأمر يرتبط بالهوية المغربية نفسها. قد تندثر تلك الحكايات الشفهية برحيل الجيل الذي كان لا يزال محتفظا بها في ذاكرته، آخذًا معه تراثا تاريخيا واجتماعيا وثقافيا غزيرا. لقد قلبت ديمقراطية التلفزيون الكثير من الأمور رأساً على عقب، كما أن دخوله الهائل إلى المنازل المغربية يمثل أيضًا عقبة رئيسية أمام الحفاظ على رواية الحكايات وتطويرها.

## كتب عن الحكاية الشعبية المغربية
| صورة الغلاف | الكتاب                                                         | الكاتب                                       | سنة الإصدار | دار النشر                                   |
| ----------- | -------------------------------------------------------------- | -------------------------------------------- | ----------- | ------------------------------------------- |
|             | حكايات من الفلكلور المغربي (الجزء الأول)                       | يسري شاكر، تقديم عباس الجراري                | 1978        | دار النشر المغربية، الدار البيضاء           |
|             | أنطولوجيا الحكاية الشعبية المغربية                             | الجيلالي الكدية                              | 2014        | مطبعة أنفوبرانت، فاس                        |
|             | الحكاية الشعبية المغربية بنيات السرد والمتخيل                  | محمد فخر الدين                               | 2014        | دار نشر المعرفة، الرباط                     |
|             | موسوعة الحكايات الشعبية المغربية - الكتاب الأول                | محمد فخر الدين                               | 2018        | معهد الشارقة للتراث، الشارقة                |
|             | الحكايات الشعبية المغربية سيميائيات النص                       | المصطفى شادلي، ترجمة سعيد جبار وليلة أحمياني | 2019        | رؤية للنشر والتوزيع، القاهرة                |
|             | مائة حجّاية وحجّاية: جرد، تفسير وتعليق                           | محمد البوعبيدي                               | 2021        | ببلومانيا للنشر والتوزيع، القاهرة           |
|             | الحكاية الشعبية الأمازيغية بالريف – عشر حكايات من قبيلة إبقوين | عبد الصمد مجوقي                              | 2022        | مطبعة الحمامة، تطوان                        |
|             | حكايات شعبية مغربية                                            | حسن بحراوي                                   | 2023        | ذات السلاسل للطباعة والنشر والتوزيع، الكويت |

## نماذج من الحكايات الشعبية المغربية
فيما يلي نماذج من الحكايات الشعبية المغربية حسب ما جاء في كتاب "الحكاية الشعبية المغربية" لمحمد فخر الدين:
| حكايات دينية وتاريخية وأسطورية | حكايات أو جزء من حكايات مرتبطة بالاعتقاد الجمعي | حكايات الحيوان                 | حكايات أخرى                                                  |
| ------------------------------ | ----------------------------------------------- | ------------------------------ | ------------------------------------------------------------ |
| الهدهد وسليمان                 | حكايات الجن                                     | حكايات الذئب والقنفذ           | هاينة - طلة - بليلجة - لونجة                                 |
| سيدنا يوسف وإخوته              | بغلة القبور                                     | حكايات الذئب والعنزة أو العنجة | حديدان الحرامي - حمو الحرامي - كردان الحرامي - حميدة الحرامي |
| بلقيس والكرسي                  | عيشة قنديشة                                     | الذئب والحمار                  | الغولة                                                       |
| علي بن قاسم                    |                                                 | الذئب والحمامة وبرارج          | رطل ونص رطل                                                  |
| سبعة رجال                      |                                                 | الذئب والأسد                   | سميميع الندى - سنسناس                                        |
| السيد علي والسيدة علقمة        |                                                 | الحمام وأولاده                 | تفاح الغالية بنت منصور القاطعة سبع بحور على ظهر النسور       |
| سيدنا علي وراس الغول           |                                                 | الحمار في جلد الأسد            | عايشة المغبونة الساكنة مطمورة                                |
| الشيخ البزطامي                 |                                                 | الثعلب والقنفذ                 | لالة خلالة خضرا سنة خضرا                                     |
| مولاي عبد القادر الجيلالي      |                                                 | برارج والقط                    | الرابح من المرا والخاسر من المرا                             |
| رحال البودالي                  |                                                 |                                | النية وقلة النية                                             |
| هاروج وماروج                   |                                                 |                                | حميمصة                                                       |
| سيف بن ذي يزن                  |                                                 |                                | مش أغنين                                                     |
| عترة بن شداد                   |                                                 |                                | بودريبيلة                                                    |
| السندباد                       |                                                 |                                | نص فلوس                                                      |
| علي بن بكار                    |                                                 |                                | الأب وسبع بنات                                               |
| ألف ليلة وليلة                 |                                                 |                                | كون ما جرادة ما يحصل برطال                                   |
| سيرة تميم الدار                |                                                 |                                | عم ميلح                                                      |
| خاتم سليمان                    |                                                 |                                | حادة ومحيديدة                                                |
|                                |                                                 |                                | المشيشة والدريرية                                            |
|                                |                                                 |                                | البنت ومراة باها                                             |
|                                |                                                 |                                | السبع والأب                                                  |

## روابط خارجية
- الحكاية الشعبية في التراث المغربي - موضوع ندوة لجنة التراث مطبوعات أكاديمية المملكة المغربية، الرباط، (1426 هـ / 2005 م)
- حكايات من الفولكلور المغربي (الجزء الأول) جمع وتدوين: يسري شاكر، تقديم: عباس الجراري، الناشر: دار النشر المغربية
- الحجاية وإرث الجدات.. مشروع كاتب مغربي لتدوين الأدب الشفهي الشعبي على الجزيرة.نت
- الحكاية الشعبية بالمغرب وصيانة الكنوز المتوارثة على الجزيرة.نت
- تقديم كتاب: “موسوعة الحكايات الشعبية المغربية – الكتاب الأول – على منصة "معلمة"
- الثقافة والأدب الشعبيان، مجلة مجرة، العدد 9، دار البوكيلي للطباعة والنشر والتوزيع، 2006 على أرشيف الشارخ